# Muras
Muras là một đô thị ở tỉnh Lugo, cộng đồng tự trí Galicia, tây bắc Tây Ban Nha. Muras thuộc comarca da Terra Chá.
Dân số năm 2004 là 978 người theo Viện thống kê quốc gia Tây Ban Nha.